# 마리 루이즈 폰 슐레스비히홀슈타인 공녀
슐레스비히홀슈타인 공주 마리 루이즈(Princess Marie Louise of Schleswig-Holstein, 1872년 8월 12일 ~ 1956년 12월 8일)는 영국의 왕족의 일원으로 빅토리아 여왕의 외손녀였다.

## 생애
그녀는 윈저 그레이트 파크 안에 있는 컴벌랜드 로지에서 태어났다. 그녀의 아버지는 덴마크의 크리스티안 아우구스트 2세 애 슬레스비홀슈텐쇠네르보르아우구스텐보르그 공작과 단네스키올드 가문의 루이즈 백작 부인의 사이에서 태어났던 슐레스비히와 홀슈타인 왕자 크리스찬이었다. 그녀의 어머니는 빅토리아 여왕과 작센코부르크고타의 앨버트의 삼녀 영국 공주 헬레나였다. 그녀는 1872년 9월 18일에 세례를 받았다. 대부모는 오스트리아의 황제 프란츠 요제프 1세와 마리 폰 작센알텐부르크 공녀였다.
그녀의 부모는 영국에 머물어서 그녀도 영국의 왕족으로 추앙받았다.